# Дурнєв Олексій Сергійович
Олексій Сергійович Дурнєв (нар. 31 липня 1986, Маріуполь, Донецька область, УРСР) — український телеведучий, продюсер, актор.

## Життя і кар'єра

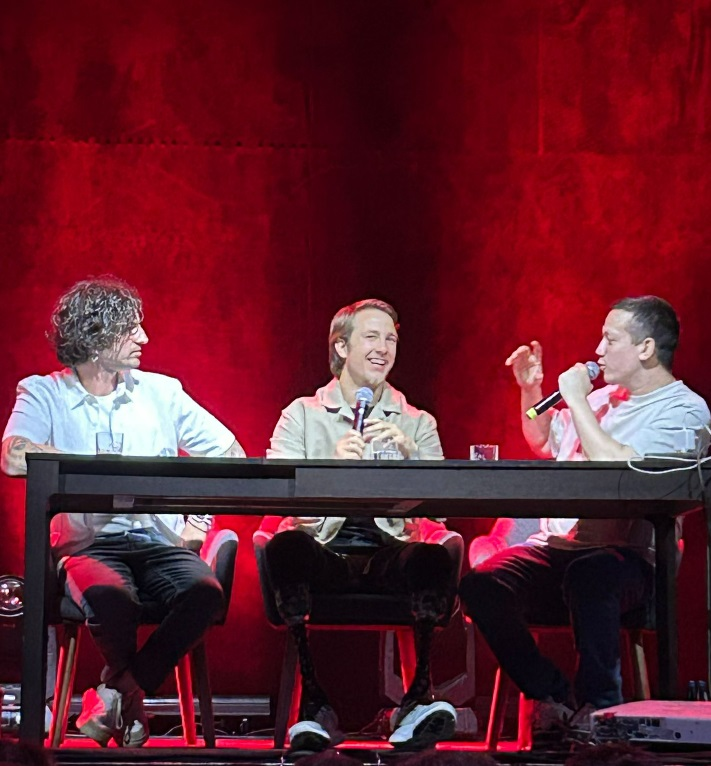
Володимир Дантес, Олександр Терен та Олексій Дурнєв. Шоу «Пожежа» в Кракові, 2024 рік

Народився 31 липня 1986 року в Маріуполі на Донеччині. 2003 року закінчив Маріупольський ліцей. У 2003—2008 навчався у Харківському університеті радіоелектроніки за спеціальністю «Безпека інформаційних технологій».
Після отримання диплому Дурнєв почав займатися журналістикою, створивши продакшн-студію. 2011 року на телеканалі «ТЕТ» вийшло його авторське шоу «Дурнєв+1». Співведучою Олексія стала Даша Ши. Шоу швидко набуло популярності, але 2014 року його було закрито.
У 2010-2013 був відомий як помічник чорного політтехнолога Володимира Петрова, мав посаду шеф-редактора інформаційного агентства «B&D», яке Петров зареєстрував у серпні 2010 року, його передача «Дурнєв+1» виходила на українському розважальному телеканалі «ТЕТ» і на YouTube-каналі Петрова — Lumpen production.
2012 року Олексій став ведучим телешоу «Богиня шопінгу». У тому ж році брав участь в одному з епізодів шоу «Бар Дак».
2014 року висунув кандидатуру на парламентських виборах як самовисуванець до ВРУ VIII скл., але до ради не пройшов.
Після 2014 року працював ведучим і продюсером на каналі «НЛО TV» у проекті «Пробуддись». 2018 році створив кілька російськомовних (із початком повномасштабного вторгнення в Україну — україномовних) шоу: «Дурнєв дивиться сторіс», «Їжа Дурнєва» і «Дурнєв псує все», що виходять на власному YouTube-каналі.
2019 року зіграв головну роль у комедійному фільмі «Продюсер».

## Фільмографія
Телебачення
- 2011—2014 — «Дурнєв + 1» — ведучий;
- 2012, 2014-… — «Богиня шопінгу» — експерт.[12]

Кіно
- 2019 — «Продюсер» — камео.[11]
- 2022 — «Найкращі вихідні» — камео.